# 𐞎
Cette page contient des caractères spéciaux ou non latins. S’ils s’affichent mal (▯, ?, etc.), consultez la page d’aide Unicode.
𐞎, appelée e réfléchi en exposant, e réfléchi supérieur ou lettre modificative e réfléchi, est un symbole phonétique utilisé dans certaines variantes non standard de l’alphabet phonétique international. Il est formé de la lettre e réfléchi ‹ ɘ › mise en exposant.

## Utilisation
Dans certaines variantes de l’alphabet phonétique international non standard, l’e réfléchi en exposant est utilisé pour représenter des diphtongues. Par exemple, Patrick Caudal utilise l’e réfléchi en exposant dans la transcription de l’alémanique [e𐞎 hɔt dɘ kuɘxɘ gɛ𐞎sɘ], « il a mangé le gâteau ».

## Représentations informatiques
La lettre modificative e réfléchi peut être représenté avec les caractères Unicode suivants (Latin étendu – F) :
| formes       | représentations | chaînes de caractères | points de code | descriptions                             | note                            |
| ------------ | --------------- | --------------------- | -------------- | ---------------------------------------- | ------------------------------- |
| modificative | 𐞎               | 𐞎                     | U+1078E        | lettre modificative minuscule e réfléchi | codé pour le symbole phonétique |